# Célula binucleada
Las células binucleadas son células que contienen dos núcleos. Este tipo de célula se encuentra más comúnmente en las células cancerosas y puede surgir por diversas causas. La binucleación se puede visualizar fácilmente a través de la tinción y el microscopio. En general, la binucleación tiene efectos negativos sobre la viabilidad de las células y la mitosis subsiguiente.
También están presentes fisiológicamente en los hepatocitos, los condrocitos y en los hongos (dicarión).

## Causas
- Regresión del surco de división: Las células se dividen y casi completan la división, pero luego el surco de la división comienza a retroceder y las células se fusionan. Se cree que esto es causado por la no disyunción en los cromosomas, pero el mecanismo por el cual ocurre no es bien entendido.[1]

Dibujo de la formación del surco de ldivisión y la resolución. (A) representa una resolución normal del surco de clivaje. (B) representa una regresión del surco de clivaje que conduce a una célula binucleada

- Citocinesis fallida: La célula puede fallar en la formación de un surco de separación, lo que lleva a que ambos núcleos permanezcan en una célula.[1]
- Husos multipolares: Las células contienen tres o más centríolos, lo que resulta en múltiples polos. Esto hace que las células tiren de los cromosomas en muchas direcciones que terminan en múltiples núcleos que se encuentran en una célula.[1]
- Fusión de células recién formadas: Dos células que acaban de terminar la citoquinesis se fusionan entre sí. Este proceso no se entiende del todo

## Relevancia médica

### Detección
Las células binucleadas pueden ser observadas usando el microscopio. Primero hay que fijar las células para detenerlas en cualquier punto del ciclo celular y evitar que sus estructuras se degraden. Sus núcleos y tubulinas deben hacerse visibles para poder identificar la binucleación. El DAPI es un colorante que se une al ADN y es fluorescente en azul. Por esta razón, es particularmente útil para señalar los núcleos. Se pueden usar sondas de anticuerpos para etiquetar la tubulina con fluorescencia. La inmunofluorescencia puede entonces observarse con el microscopio. Las células binucleadas se identifican más fácilmente al observar la tubulina, que rodea los dos núcleos de la célula. Las células binucleadas pueden confundirse con dos células muy cercanas cuando sólo se ven los núcleos.

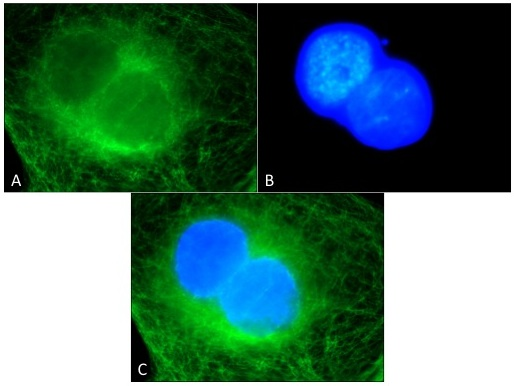
La célula binucleada de arriba es un carcinoma oral de células escamosas, línea celular UPCI-SCC-103. La célula cancerosa tratada con anticuerpos contra la tubulina. B: La misma célula cancerosa teñida con DAPI, destacando los núcleos. C: Ambas fotos superpuestas.

### Cáncer
La binucleación se produce a una tasa mucho mayor en las células cancerosas. Otras características de identificación de las células cancerosas son los husos multipolares, los micronúcleos y el puente de cromatina. Sin embargo, el aumento de la tasa de binucleación no suele ser lo suficientemente alto como para que sea una herramienta de diagnóstico concluyente.

## Efectos
El destino de las células binucleadas depende en gran medida del tipo de célula de la que se originaron. Un gran porcentaje de las células binucleadas surgidas de células normales permanecen en la interfase y no vuelven a entrar en la mitosis. Las células que contienen muchas mutaciones antes de convertirse en binucleadas tienen muchas más probabilidades de pasar por rondas posteriores de mitosis. Un estudio descubrió que más del 50% de las células binucleadas nunca volvieron a entrar en la mitosis, mientras que más del 95% de las células cancerosas fueron capaces de proceder a través de la mitosis.  Las rondas posteriores de mitosis en las células binucleadas tienen tasas mucho más altas de errores en la disyunción cromosómica, lo que hace mucho más probable que las células acumulen mutaciones.